# Pocket
Pocket, більше відомий як Read it later — застосунок для браузерів, телефонів та планшетів, який дозволяє зберегти цікаву статтю, відео чи фото в мережі інтернет, для подальшого ознайомлення в будь-який інший час. Збереження даних за допомогою Pocket надає будь-якому користувачу мережі інтернет, використовувати цю інформацію будь-де та на будь-якому пристрої з встановленим застосунком та  особистим акаунтом Pocket.

## Функції
Застосунок дає можливість користувачу зберегти статтю або вебсайт для читання у майбутньому. Стаття надсилається до Pocket списка (прив'язаного до всіх пристроїв користувача, де він встановлений) для читання навіть при відсутності зв'язку з Інтернетом. Pocket видаляє безлад зі статей та дозволяє користувачеві підлаштувати текст для більш зручного читання.

## Історія
Read It Later вперше було запущего в серпні 2007 року Нейтоном Вайнером. Після того як продуктом почали користуватись мільйони людей, він перемістив свій офіс до Кремнієвої Долини. Згодом до команди Read It Later приєдналось ще чотири людини. Нейт Вайнер не переймається конкуренцією з Instapaper для iOS та функції Safari під назвою Reading List, тому що він зазначає що менше 1 % людей у клієнтській базі використовують iOS та Safari.
Read It Later отримав інвестиції в розмірі $2.5 млн в 2011 р. і додаткові $5.0 млн в 2012 р. Крім деяких неназваних інвесторів гроші поступили від Foundation Capital, Baseline Ventures, Google Ventures, та Founder Collective.

## Технічні можливості
- На даний час Pocket, має 4.5 мільйонів зареєстрованих користувачів, та інтерговано його більш ніж у 300 різноманітних додатків, включаючи iOS, Android, BlackBerry OS, а також Kindle Fire, Google Chrome і Firefox, Twitter і Zite.
- Pocket у Facebook https://www.facebook.com/getpocket [Архівовано 8 серпня 2012 у Wayback Machine.] та Twitter https://twitter.com/pocket [Архівовано 9 травня 2013 у Wayback Machine.]